# Glosar de hidrotehnică
Prezentul glosar conține termeni din domeniul hidrotehnicii.

## A
- ablațiune - transportare a materialului erodat de către ape (și vânturi).
- absorbție - fenomen prin care un corp plutitor este tras sub apă, supt sau înghițit de apă.
- accident hidrotehnic - accident cauzat de funcționarea defectuoasă, avarierea sau distrugerea unei construcții hidrotehnice, având drept consecință eliberarea necontrolată a unei mari cantități de apă, ce duce la pierderi de vieți umane sau la efecte nefaste asupra mediului.
- aciditatea apei - cantitatea de acid din apă.
- acumulare nepermanentă - acumulare realizată prin bararea unui curs de apă sau ca incintă laterală îndiguită, având rol numai pentru atenuarea viiturilor.
- aducțiune - construcție hidrotehnică pentru aducerea apei de la priză la turbină, constând, în funcție de condițiile locale, fie din canale, descoperite sau acoperite, fie din tunele sau conducte.
- aerlift - dispozitiv pentru ridicarea apei, bazat pe diferența de greutate specifică între apă și emulsia de aer din apă.
- aerotanc - vezi bazin de nămol activat.
- afluent - curs de apă curgătoare secundară, considerată în raport cu apa curgătoare mai mare în care se varsă.
- afluență:

- curgere abundentă a unui lichid, apă curgătoare;
- acces al apei superficiale sau subterane într-un râu, lac sau mare.
- afuiere - eroziunea albiei unei ape curgătoare în aproprierea fundației unei construcții hidrotehnice.
- agest:

- (regionalism) aglomerare de bușteni, crengi etc. aduse de ape la cotul unui râu;
- loc la cotul unui râu unde se îngrămădesc bușteni, crengi etc. aduse de ape;
- buștean adus de ape.
- ajutaj - dispozitiv cu formă precisă, care poate realiza o anumită curgere a unui lichid.
- alcalin - (despre ape, izvoare) care conține (în soluție) o anumită cantitate de săruri de sodiu și potasiu.
- alimentare (a cursului de apă sau a apei stătătoare) - proces prin care cursul de apă sau apă stătătoare primesc noi volume de apă, fie din precipitații, fie din ape subterane.
- alimentare (cu apă) - totalitatea lucrărilor tehnice destinate captării, transportului și distribuției apei necesare unei localități, unei industrii, unei ferme agricole.
- altitudine medie (a unui bazin hidrografic) - caracteristică morfometrică a bazinului, reprezentând raportul dintre suma produselor altitudinilor medii și suprafețelor parțiale cuprinse între curbele de nivel și suprafața totală a bazinului.
- alogen, curs de apă ~ - curs de apă care străbate o regiune aridă, fără scurgere, cu un debit mare, adus dintr-o zonă situată în amonte.
- aluvionare - (proces de) depunere a materialelor transportate de râuri, în albia, în lunca sau în porțiunea de vărsare a acestora; acumulare fluviatilă.
- aluviune - depozit format din bolovani, pietriș, nisip, mâl etc, adus de apele curgătoare și depus pe fundul albiei, pe luncă sau la vărsare.
- ambranșament - ramificație secundară a unei conducte de canalizare.
- amenajare hidraulică - ansamblu de lucrări pentru prevenirea acțiunilor dăunătoare ale unui curs de apă și pentru valorificarea resurselor lui potențiale.
- amonte (în ~) - pe cursul superior al unui râu, spre izvor (în opoziție cu aval).
- ampriză - lățimea fâșiei de teren pe care se construiește un dig, baraj, canal.
- anafor - vârtej format de apă în lungul țărmurilor.
- anastomozat - (despre traseul unui curs de apă) ramificat în numeroase brațe care se despart mereu și iarăși se reunesc.
- anrocament - aglomerare de blocuri din piatră sau beton, de bolovani etc, care formează platforme de întărire, diguri etc.
- apă agresivă - apă care, datorită conținutului chimic, atacă metalele betoanelor utilizate în construcțiile submerse.
- apă curgătoare - apă care curge pe o albie înclinată și se varsă în altă apă mai mare; vezi și apă stătătoare.
- apă de alimentare - apa care provine dintr-o stație de tratare sau dintr-o captare de apă subterană și trece în rețeaua de alimentare.
- apă de canal - amestec de ape menajere cu ape pluviale scurse din perimetrul canalizat.
- apă de purjare - apa rezultată din operațiile de curățare a instalațiilor de impurități sau de reziduuri, evacuată sub un curent de apă sub presiune.
- apă degradată - apă în care se varsă dejecții sau ape reziduale, industriale ori menajere.
- apă de suprafață - apă care curge sau care stagnează la suprafața solului.
- apă dulce - apă care are în mod natural o slabă concentrație de săruri sau care este considerata aptă captării și tratării în vederea producerii apei potabile.
- apă dură -  apă care conține săruri peste limita admisă.
- apă epurată - apă din care au fost îndepărtate, prin procedee mecanice, chimice etc., substanțe dăunătoare antrenate în suspensie sau dizolvate.
- apă industrială - apă folosită într-un proces industrial, de regulă fără tratamente importante.
- apă menajeră - apa rezultată din activități casnice, evacuată, de regulă, în canalizare.
- apă plată - apă potabilă care nu conține dioxid de carbon și conține săruri sub 500 mg/litru.
- apă potabilă - apă utilizată în alimentația umană, având o serie de proprietăți fizico-chimice și organoleptice.
- apă reziduală - apă rezultată din procesele reziduale și activitățile menajere, care conține diferite elemente sau substanțe chimice nocive, microorganisme patogene (virusuri, bacterii).
- apă salmastră - apă marină, având conținutul de săruri intermediar între apă dulce și apă sărată.
- apă stătătoare - apă care se adună în depresiuni ale terenului (baltă, lac, mare); vezi și apă curgătoare.
- apă subterană - pânza freatică sau apa care există în cavitățile din interiorul Pământului.
- apeduct - construcție hidrotehnică folosită în scopul conducerii apei prin curgere liberă de la punctul de captare până la cel de utilizare (într-o așezare umană).
- ape mari - fază a scurgerii râurilor, cauzată de topirea zăpezilor și ploi suprapuse.
- ape uzate - apele folosite în procese industriale de producție sau în gospodăriile populației, poluate cu diferite substanțe, evacuate prin intermediul sistemului de canalizare în receptori naturali (râuri, lacuri, mări) sau pe diferite terenuri, cu sau fără epurare prealabilă.
- apometru - aparat pentru măsurarea volumului de apă scurs printr-o conductă sau canal.
- arierbec - partea din aval a unui picior de pod, având, de obicei, formă semicirculară sau ogivală, care împiedică formarea vârtejurilor și ușurează scurgerea apei; vezi și avanbec.
- aripă - fiecare dintre cele două ziduri de sprijin care pleacă de la portalul unui tunel și susțin taluzurile de la capete.
- arteră - conductă hidraulică principală de alimentare, prin care se transportă apa spre locul de consum.
- asanare - înlăturarea surplusului de ape în scopuri economice, de salubritate sau estetice prin lucrări hidrotehnice ample.
- aterisament - depozit de aluviuni transportate de ape și special în aval de lucrările de combatere a eroziunii.
- autocaptare - fenomen caracteristic regiunilor carstice, prin care un râu își captează propriile ape.
- autoepurație - proces de purificare naturală a apelor reziduale vărsate în ape de suprafață, prin acțiunea bacteriilor aerobe.
- autoetanșare - realizare a impermeabilității unui dig ca urmare a proprietăților materialelor de construcție.
- aval (în ~) - (în legătură cu o apă curgătoare, în opoziție cu amonte), mai aproape de vărsare; urmând cursul unei ape.
- avan(t)bec - parte a unui picior de pod situată către punctul de unde curge apa, amenajată special pentru a-l proteja împotriva presiunii apei și a corpurilor transportate de aceasta; vezi și arierbec.
- avanradă - lucrare care este executată cu scopul de a preveni afluirile și care este plasată în amonte față de o construcție hidraulică.

## B
- bajoaier - perete lateral al unei ecluze; fiecare dintre cele două plutitoare laterale ale unui doc plutitor.
- baliză hidrografică - geamandură cu structură metalică deasupra flotorului, servind ca reper la lucrările hidrotehnice.
- baltă - porțiune largă din luncă, în care apa din inundare stagnează mult, uneori tot anul, cu lacuri temporare sau permanente, cu gârle, având o vegetație acvatică bogată și o faună specifică.
- banchetă:

- construcție accesorie a unui dig;
- porțiune orizontală, relativ îngustă, în formă de treaptă, amenajată în lungul unui terasament sau al unui taluz, pentru a-i spori stabilitatea.
- baraj:

- obstacol artificial ridicat pe cursul unei ape curgătoare pentru a ridica nivelul apei (pentru crearea unui lac de acumulare) sau a-i regulariza cursul; vezi și: stăvilar, zăgaz;
- obstacol transversal pe firul unei ape curgătoare, unei văi.
- baraj de terasament - baraj de mari dimensiuni, creat prin plasarea și compactarea unei movile semi-plastică din diferite compoziții de sol sau rocă.
- baraj gravitațional - baraj care reține apa folosind doar greutatea materialului și rezistența acestuia împotriva fundației pentru a se opune presiunii orizontale a apei care împinge împotriva acestuia.

- bară:

- prag de nisip situat sub apă, de obicei în fața gurii de vărsare a unui fluviu;
- val de mare care urcă o dată cu fluxul de la gura unui fluviu spre amonte.
- barbacană - deschidere într-o construcție hidrotehnică ce permite trecerea apei și reducerea presiunii hidrostatice.
- batardou - incintă construită în apă, în interiorul căreia, după evacuarea apei, se execută lucrări pentru fundații de poduri.
- batigraf - batimetru înregistrator.
- batigrafie - măsurare a adâncimii apei în mări și oceane.
- batigramă - diagramă care reprezintă fundul unei mări sau al unui ocean.
- batimetrie - ramură a hidrometriei care se ocupă cu măsurarea adâncimii apei din lacuri, râuri, mări și oceane.
- batimetru - aparat (tip ecosondă) pentru măsurarea adâncimii obiectelor aflate în apă.
- batireometru - instrument pentru înregistrarea direcției și vitezei curenților marini.
- batitermograf - aparat care înregistrează temperatura apei pînă la adincimea de 200 m.
- batometru - instrument pentru recoltarea probelor de aluviuni sau de apă de mare de la diferite adâncimi.
- bazin - rezervor deschis de dimensiuni mari, destinat colectării unui lichid în vederea utilizării ulterioare.

- bazin de acumulare - construcție naturală sau amenajată destinată acumulărilor de apă, pentru atenuarea amplitudinilor de debit.
- bazin de amestec - bazin în care se face amestecarea apei cu diverse substanțe în vederea îmbunătățirii calităților.
- bazin de decantare -  bazin care servește la limpezirea apei prin sedimentarea substanțelor aflate în suspensie (sinonim: bazin de sedimentare).
- bazin de fermentare - bazin care servește la fermentarea nămolului provenit din ape murdare, sub acțiunea bacteriilor anaerobe (sinonim: metatanc).
- bazin de flotație - bazin de beton armat în care se face curățirea apelor murdare prin metoda flotației.
- bazin de liniștire - construcție hidrotehnică destinată micșorării vitezelor unei mase de apă în mișcare, cum ar fi în cazul ieșirii apei din turbinele unei hidrocentrale.
- bazin de nămol activat - bazin în care se face epurarea biologică a apelor de canalizare (sinonim: aerotanc).
- bazin de retenție - bazin de capacitate mare, amenajat pe unele rețele de canalizare pentru a prelua temporar cantitățile de apă provenite din debite extraordinare (ploi torențiale, descărcări abundente de ape industriale etc.)
- bazin de sedimentare - vezi bazin de decantare.
- bazin disipator - vezi disipator de energie.

- băltos:

- (despre terenuri, locuri etc.) care este plin de bălți; ext. care este mlăștinos, mocirlos;
- (despre râuri) care formează bălți în urma deselor revărsări.
- belciug - lac în formă de semicerc, format pe bucla unui meandru părăsit.
- berbec hidraulic - mașină de ridicat apa; energia loviturilor de berbec permite ridicarea apei de la un rezervor la altul situat la înălțime mai mare.
- bief - porțiune dintr-un curs natural de apă sau dintr-un canal, limitată de două puncte carcateristice, de exemplu: bieful dintre două ecluze.
- bilanț hidrologic - calcul care exprimă raportul dintre cantitățile de apă intrate și cele ieșite de pe un teritoriu într-un anumit interval de timp.
- biodebit - cantitate de substanțe organice, bacterii etc. pe care apa în mișcare a unui râu le spală de pe fund și le transportă în interval de un an.
- biofiltru - instalație pentru purificarea apei poluate a canalelor cu ajutorul bacteriilor aerobe; filtru bacterian.
- blocaj - dig rudimentar format din îngrămădirea de pietre, bolovani, cărămizi etc.
- bonitarea apelor - determinarea valorii economice a unei ape, a unui lac etc.
- braț - ramificație a cursului principal al unei ape curgătoare.
- breșă - deschidere sau o ruptură în structuri naturale sau artificiale care controlează fluxul de apă, cum ar fi baraje, diguri sau maluri de râuri și care permite apei să scape necontrolat, ceea ce poate duce la inundații severe în aval.
- bulboană - adâncitură într-un râu, unde apa formează un vârtej.
- busc - prag amenajat în camera unei porți batante de ecluză, pe care se sprijină poarta când este închisă.

## C
- cadastrul apelor - activitatea privind inventarierea, clasificarea, evidența și sinteza datelor referitoare la rețeaua hidrografică, resursele de apă, lucrările de gospodărire a apelor, inclusiv documentațiile tehnice reprezentate pe planșe.
- calibrare - restrângerea albiei variabilă a unui râu prin lucrări hidrotehnice.
- calitatea apei - totalitatea însușirilor organoleptice, fizice, chimice, biologice și bacteriologice ale apei.
- cameră de vizitare - încăpere subterană, închisă la partea superioară cu un capac, construită pentru a permite accesul de la suprafața terenului la o conductă subterană sau un canal subteran în vederea controlului sau a curățirii acestora.
- canal:

- construcție hidrotehnică în care lichidele (în special apa) se deplasează cu nivel liber.
- albie artificială care leagă între ele două mări, două fluvii, două râuri, un râu cu un lac etc. și care servește la navigație, irigații sau la construcții hidrotehnice;
- curs de apă îndiguit și drenat, cu scopul de a-l face navigabil, de a preveni inundațiile.
- canal amonte - vezi canal de aducțiune.
- canal colector - canal în cadrul unei rețele de canalizare, având rolul de a strânge apele din mai multe canale secundare.
- canal de aducțiune - canal care conduce apele de la punctul de captare la cel de folosire (sinonim: canal amonte).
- canal de desecare - canal destinat asanării unui teren mlăștinos.
- canal de fugă - canal care evacuează spre punctul de restituire (de exemplu, într-un râu) apele trecute prin turbinele unei centrale hidroelectrice.
- canal de irigație - canal în cadrul unui sistem de irigație, constituit din canal de alimentare, de distribuție și de evacuare.

- canalagiu - muncitor care lucrează la instalarea și la întreținerea canalizării.
- canalizare:

- totalitatea lucrărilor tehnice executate pentru colectarea și evacuarea apei întrebuințate, provenite din precipitații sau din instalații industriale;
- dotare a localităților, terenurilor, sistemelor tehnice cu canale de scurgere pentru evacuarea apelor uzate;
- îndreptare a apelor unui râu pe un canal, pe o albie artificială destinata navigației, irigării etc.
- canalizarea unui curs de apă - amenajare a unui curs de apă în vederea navigației și a apărării de inundații a terenurilor învecinate.
- canalizare menajeră:

- colectarea și evacuarea apelor uzate menajere de pe vatra localităților;
- rețea de conducte îngropate subteran pentru colectarea apei uzate menajere sau a apei uzate industriale și transportul acesteia către o stație de epurare.
- canalizare vacuumatică - canalizare menajeră care colectează și transportă apa uzată de la utilizatori la stația de epurare sau cămine de deversare în alte sisteme de canalizare, cu ajutorul presiunii negative generate în sistem de o stație de vacuum.

- canalizat -(despre cursul unor ape) îndreptat pe un canal (de navigație); (despre localități, căi de comunicație) prevăzut cu canale pentru transportul lichidelor.
- canalizație - canalizare; ansamblu de lucrări care permit curgerea unui curs de apă cu debit mic dintr-un canal.
- canal navigabil – canal amenajat astfel încât să permită circulația navelor.
- canton - unitate de supraveghere, întreținere și urmărire a lucrărilor din cadrul unui sistem de desecare, irigații, baraje etc.
- captare (sau captație) - ansamblu de amenajări, construcții și instalații necesare operației de colectare a apelor dintr-o încăpere, regiune etc, pentru a le folosi sau a le împiedica acțiunea nocivă.
- casa pompelor - încăpere (sau clădire) în care sunt montate pompele unei stații de pompare.
- castel de echilibru - construcție hidrotehnică în cadrul unei uzine hidroelectrice și care servește la limitarea suprapresiunilor în conducta forțată.
- castel de apă - rezervor plasat la înălțime, care asigură distribuția apei prin gravitație, în raport cu cerințele consumatorilor.
- cationit - substanță care are proprietatea de a schimba cationii proprii cu cationii din soluția cu care vine în contact și în care nu se dizolvă, folosită pentru tratarea apei în vederea dedurizării, deferizării etc.
- cationizare - procedeu de tratare chimică a apei cu ajutorul maselor filtrante cationice.
- cavitație - schimbarea stării de agregare a unui lichid în mișcare, fenomen care poate distruge turbinele, pompele sau galeriile sub presiune.
- cădere de apă - diferența dintre nivelul a două puncte din lungul unui curs de apă.
- călugăr - instalație hidrotehnică folosită pentru reglarea nivelului apei, pentru primenirea apei dintr-un iaz sau dintr-un heleșteu.
- cămin (de vizitare) - încăpere subterană, acoperită cu un capac, construită pe traseul unei conducte de apă sau al unui sistem de canalizare și care permite accesul din exterior, în vederea controlului și curățării.
- căptușeală - strat protector (din beton, piatră etc.) la taluzele canalelor, la galerii sau la puțurile hidrotehnice, executat pentru a împiedica prăbușirea terenului și acțiunea distructivă a apei sau pentru a reduce infiltrațiile.
- căsoaie - construcție alcătuită dintr-un schelet de stâlpi și grinzi de lemn sau de beton, umplut cu piatră sau cu pământ și care se execută pe malul sau în albia unui râu, ca lucrare de protecție a malurilor, ca picior de pod sau batardou de construcție.
- ceatal - porțiune de uscat, în formă de triunghi, care provoacă difluența fluvială.
- celochit - chit care servește la colmatarea rosturilor dintre plăcile și blocurile de beton, precum și la executarea de straturi hidroizolatoare.
- centrală hidroelectrică - vezi hidrocentrală.
- centrifugare (a apei) - separarea parțială, prin forța centrifugă, a apei conținute în nămolurile ce provin din apele reziduale.
- cerere de oxigen - cantitate de oxigen consumată într-un anumit interval de timp de o apă care se scurge prin canale, atunci când este supusă unui proces de purificare biologică.
- cheie limnimetrică - metodă grafică de determinare a debitelor râurilor în funcție de nivele.
- cisternă - rezervor (subteran) pentru înmagazinarea apei provenite din ploi sau din zăpezi.
- clapă - stavilă care se poate roti în jurul unei axe orizontale și care permite evacuarea apelor prin deversare.
- cleionaj - construcție alcătuită din împletituri de nuiele, folosită la consolidarea malurilor sau a taluzelor formațiunilor torențiale, ale cursurilor mici de apă etc.
- cloacă - canal subteran în care se adună dejecțiile dintr-un oraș.
- coadă - partea unde se îngustează un lac, un iaz etc.; loc pe unde se scurge apa dintr-un râu în heleșteu.
- cocoașă:

- vezi grind;
- stâncă peste care curge apa.
- coeficient de hidraulicitate - raportul dintre stocul de apă din perioada considerată și stocul mediu determinat pentru aceeași perioadă din an.
- coeficient de înmagazinare - volumul de apă care poate fi eliberat dintr-un strat acvifer printr-o secțiune unitară, la o scădere unitară a nivelului hidrostatic.
- coeficient de scurgere - raportul dintre cantitatea de apă provenită din precipitații și cea care se scurge pe o suprafață de teren, într-o unitate de timp.
- colmatare:

- fenomen de depunere a materialului transportat de apele curgătoare, având ca rezultat ridicarea treptată a fundului unui bazin, a unei porțiuni dintr-o albie etc.;
- astupare a porilor unui material poros prin introducerea unei materii coloidale în masa lui.
- coloană - masă cilindrică a unui fluid, închisă într-un tub sau țâșnind cu putere dintr-o conductă ori dintr-un rezervor.
- combaterea inundațiilor - ramură a gospodăririi apelor având drept obiect ansamblul de lucrări și de măsuri pentru prevenirea inundațiilor provocate de cursurile de apă.
- condiționarea nămolului - tratarea fizică și/sau chimică a nămolurilor pentru facilitarea deshidratării acestora.
- condiționarea termică a nămolurilor - încălzirea unui nămol, adesea realizată sub presiune, pentru a condiționa și facilita astfel deshidratarea printr-un procedeu static sau dinamic.
- conductă - piesă, ansamblu de piese sau construcție de formă tubulară destinată transportului fluidelor pe un anumit traseu (vezi și pipeline).
  - conductă colectoare  - conductă care adună apele pluviale sau uzate de pe o platformă industrială, pentru a le deversa într-un receptor.
  - conductă de aducțiune - conductă de transport al apei de la locul de captare, până în punctul de consum.
  - conductă de aspirație - conductă situată înainte de o pompă și prin care se absoarbe apa dintr-o sursă.
  - conductă de înaltă presiune - conductă de cădere hidraulică între bazinul de liniștire și turbinele hidrocentralei.
  - conductă de noroi - conductă de transport hidraulic a cenușei industriale sub formă de noroi (transportul șlamurilor de la termocentrală spre haldele de depozitare).
  - conductă de refulare - conductă care funcționează sub presiune și care transportă apa de la o pompă la un rezervor de distribuție sau direct la consumator.
  - conductă forțată:

- conductă sub presiune într-o instalație hidroenergetică prin care se aduce apa de la castelul de apă la turbinele hidrocentralei;
- orice conductă în care apa circulă sub presiune.
- - conductă magistrală - conductă principală a unei rețele hidraulice, a unei rețele pentru transportul și distribuția gazului natural sau a țițeiului.
- consolidarea malurilor - ansamblul de lucrări pentru mărirea stabilității și rezistenței malurilor cu fascine și bolovani sau gabioane.
- conul lui Imhoff - recipient conic gradat cu o capacitate de un litru, folosit pentru determinarea volumului de materii decantabile din apă.
- coptare - fenomen prin care un râu depășește cumpăna de ape și pătrunde în bazinul vecin, orientând decalajul în favoarea sa; pentru arterele care au fost, astfel, micșorate se folosește termenul "decoptare".
- corectarea cursurilor de apă - vezi regularizare.
- corectarea torenților - lucrare hidrotehnică destinată reducerii factorilor care provoacă fenomene torențiale (vezi și pereu).
- coronament - partea superioară, orizontală, a unui baraj, prevăzută de regulă cu balustrade (amonte, aval), trotuare și parte carosabilă.
- cota apei - distanța (diferența) pe verticală de la oglinda apei la un plan de referință absolut sau relativ.
- cota apelor - nivelul unei ape curgătoare.
- crepină:

- piesă folosită la filtrele rapide de la alimentările cu apă;
- denumire improprie pentru sorb.
- crib - construcție de lemn, de zidărie sau de metal, executată în albia unui râu și având drept scop protecția sorbului unei pompe care se alimentează în acel râu.
- cumpăna apelor - linia de despărțire a două bazine hidrografice.
- curbură batimetrică - linie care unește punctele de adâncime egală pe o batigramă.
- curgere - mișcarea unei ape curgătoare în direcția pantei (altă denumire: curs), vărsare a unui afluent în apa colectoare.
  - curgere laminară - curgere a unui fluid care are loc prin deplasarea pe traiectorii paralele a straturilor componente.
  - curgere turbulentă - stare de curgere a unui fluid în care dispare caracterul laminar al lamei de apă, predominând vârtejurile (sinonim: turbulență).
- curs - vezi curgere.

## D
- debit - volumul de fluid care trece în unitatea de timp printr-o secțiune dată a unui curent.
- debit anual - cantitatea de apă ce se scurge, în medie, printr-o secțiune dată a unui râu, la nivelul unui an, sau în medie pe o perioadă multianuală.
- debit de diluție - debitul minim pe un curs de apă care asigură a diluare suficientă a apelor murdare, deversate de la așezări umane sau instalații industriale.
- debit de exploatare - debitul disponibil pentru prelevare și dare în consum, peste valoarea debitului de servitute ce trebuie asigurat în albia râului.
- debit de servitute - cantitatea minimă de apă care trebuie lăsată să se scurgă în unitatea de timp printr-o secțiune transversală a unui curs de apă pentru satisfacerea necesităților din aval.
- debit efectiv - debitul măsurat într-o secțiune a unei conducte de fluid (sinonim: debit practic).
- debit instalat - valoarea maximă a debitului unui curs de apă care poate fi folosit de turbinele unei instalații hidroelectrice.
- debit masic - masa de fluid care traversează o porțiune de canalizare, de conductă, pe unitatea de timp.
- debit maxim turbinabil - debitul maxim pe care îl poate utiliza o turbină în regim continuu de funcționare.
- debit practic - vezi debit efectiv.
- debit rezidual - debitul rămas în albia unui râu în avalul unei prize sau al unei derivații, indiferent de mărimea lui.
- debit specific - debitul corespunzător unei secțiuni-unitate (sinonim: debit unitar).
- debit unitar - vezi: debit specific.
- debit utilizabil - partea din debitul total disponibilă pentru producerea energiei electrice, după scăderea pierderilor inevitabile și volumelor de servitute prevăzute în avizul de gospodărirea apelor.
- debleu - săpătură executată sub cota naturală a unui teren pentru construirea unui canal pentru scurgerea apelor din precipitații; vezi și rambleu.
- decantare:

- depunerea particulelor transportate în suspensie de către un curs de apă;
- depunerea aluviunilor și altor produse plutitoare (substanțe petroliere) în decantoarele stațiilor de epurare.
- decantor - construcție hidrotehnică destinată îmbunătățirii calității apei (sau a altor substanțe lichide) prin reținerea corpurilor de dimensiuni foarte mici și în suspensie (nisipuri foarte fine, nămoluri, suspensii).
- decoptare - vezi coptare.
- dedurizarea apei - operație de înlăturare a durității apei (prezența calcarului) în vederea utilizării ei ca apă potabilă.
- defectarea barajului - tip catastrofal de defecțiune structurală caracterizată prin eliberarea bruscă, rapidă și necontrolată a apei captate sau probabilitatea unei astfel de eliberări necontrolate.
- deferizare - îndepărtarea excesului de fier din apele feruginoase spre a le face proprii consumului.
- defileu de captare - defileu creat în amonte de punctul de captare, prin adâncirea văii captate în concordanță cu noul nivel de bază, mai coborât, al râului captator.
- degazificare:

- îndepărtarea substanțelor volatile dintr-un lichid prin agitare, împroșcare etc.;
- îndepărtarea gazelor din noroiul de foraj pentru a-l refolosi.
- degradarea apelor - murdărirea apelor naturale prin scurgeri industriale reziduale sau menajere.
- degrosisor - sistem de filtre, alcătuit din pietriș mărunt, folosit într-o instalație de limpezire parțială a apei pentru reținerea impurităților de dimensiuni mari.
- demanganizare - îndepărtarea excesului de mangan din apă.
- denisipator - bazin, instalație, de separare a nisipului sau a aluviunilor de dimensiuni mijlocii (de la nisipuri fine la pietrișuri fine) la o priză de apă sau la o stație de epurare.
- densitatea rețelei hidrografice - raportul dintre lungimea rețelei hidrografice pe un anumit teritoriu și suprafața acestuia.
- derivat - (despre cursul unei ape) abătut din albia sa naturală.
- derivație - construcție hidrotehnică destinată să transporte apa captată (derivată) dintr-un râu la punctul de utilizare (vezi și aducție).
- desalinizare - eliminarea sărurilor din apă, în general în scopul potabilizării sau utilizării într-un procedeu industrial.
- descărcător de ape mari - dispozitiv în cadrul barajelor, centralelor sau canalelor artificiale, care împiedică creșterea nivelului apei peste o înălțime prestabilită.
- desecare - măsură de îmbunătățiri funciare care constă în eliminarea apei în exces de pe terenurile ce urmează a fi redate agriculturii.
- deshidratare a nămolurilor - procedeu care constă în reducerea, prin mijloace fizice, a concentrației de apă din nămolurile umede, în general condiționat de un agent coagulant.
- desnisipator - construcție hidrotehnică, prevăzută pentru reținerea nisipului din apa destinată folosințelor, spre a se preveni deteriorarea construcțiilor hidrotehnice și a turbinelor hidraulice.
- deversare - scurgerea surplusului de apă dintr-un râu, lac de acumulare sau dintr-un bazin lacustru; se realizează prin deversoare sau prin canale de deversare.
- deversor:

- instalație, de diverse forme, mărimi și poziții, așezată în calea unui râu, de regulă în corpul unui baraj sau lateral, pentru menținerea unui nivel (maxim de retenție) constant sau pentru efectuarea de măsurători asupra curentului de apă;
- deschizătură în partea superioară a unui perete care barează un curs de apă, făcută cu scopul de a asigura scurgerea surplusului.
- diafragmă - dispozitiv format dintr-o membrană cu un orificiu, introdus într-o conductă pentru a măsura viteza și debitul lichidului.
- difluență - împărțire a cursului unei ape curgătoare în două brațe, la vărsarea ei în altă apă curgătoare; vezi și ceatal.
- difuzor - porțiune dintr-o conductă a cărei secțiune transversală crește în sensul curgerii fluidului.
- dig - construcție cu secțiunea transversală trapezoidală, executată de-a lungul malului unui curs de apă, al unui lac sau al unei mări pentru dirijarea curentului apei și pentru protecția malurilor, uscatului de acțiunea apei și a curenților.
- direcția de curgere - linia de cea mai mare pantă pe care are loc curgerea apelor subterane și a celor de suprafață.
- disc de transparență - disc vopsit în alb, cu diametrul de 30 cm, folosit la determinarea transparenței apei.
- disipator de energie - element al unei construcții hidrotehnice, montat în aval, destinat să reducă viteza curenților de apă distructivi și să protejeze astfel barajul de acțiunea eroziunii regresive (sinonim: bazin disipator).
- disoluție - fenomen fizico-chimic care conduce la încărcarea apei din râuri și conducte, precum și a celei de infiltrare, cu un mineral solid (carbonat de calciu, gips, sare etc.), transformându-l în soluție.
- distribuitor:

- piesă, aparat sau dispozitiv care repartizează agentul motor într-o mașină termică, a apei la turbinele unei hidrocentrale etc.;
- ansamblu de conducte format din partea terminală a conductei forțate, împreună cu conductele scurte, ramificate din acesta către turbinele unei centrale hidroelectrice.
- dragare - operație de curățire a lacurilor de acumulare, utilizând o dragă refulantă.
- dragă - instalație plutitoare sau dispozitiv cu care se draghează; după principiul de funcționare sau aspect se deosebesc următoarele tipuri: aspiratoare, cu cupe, cu graifăr, cu lingură, de nămol, refulantă.
- dren:

- conductă îngropată sau amenajată la suprafața terenului, din tuburi de beton, ceramică etc. sau umplută cu un material filtrant, destinată să colecteze și să evacueze apa de infiltrație sau să coboare nivelul pânzei de apă subterană;
- strat de piatră spartă sau de pietriș care căptușește spatele unui zid de sprijin și destinat să colecteze apa de infiltrație.
- drenaj:

- ansamblu de drenuri executate în vederea desecării unui teren.
- acțiune de curgere a apelor pe un anumit teren;
- uscare a unui teren mlăștinos prin scurgerea excesului de apă din sol cu ajutorul unui dren.
- dren aspirant - strat de piatră spartă sau de pietriș așezat la spatele unui zid de sprijin sau deasupra unei bolți de pod sau de tunel, servind la aspirarea apei de infiltrație.
- dren colector - conductă subterană care colectează și evacuează apa de pe un teren apos.
- dren cu fascine - strat de fascine, așezat în loc de pietriș, pentru a absorbi apa.
- dren de captare - lucrare hidrotehnică efectuată prin săpare sau foraje orizontale într-un strat acvifer, cu rolul de a capta și a evacua gravitațional apa subterană.
- drept de folosință a apelor - dreptul recunoscut de lege oricărei persoane de a folosi resursele de apă.
- düker - conductă sub forma unui sifon inversat, destinată să asigure trecerea apelor pe sub ramblee, căi de comunicații terestre, canale etc.
- durata exploatării echipamentului - numărul de zile dintr-un an mediu, în care, debitul de apă al cursului respectiv este mai mare decât debitul echipamentelor unei hidrocentrale pe firul apei.
- duritatea apei - proprietate a apelor minerale imprimată de elementele chimice dizolvate și, în special, de compușii calciului și magneziului (bicarbonați, sulfați, cloruri); se exprimă în grade de duritate.

## E
- ecluză - construcție care face legătura între două porțiuni cu nivele diferite ale unui curs de apă navigabil; uneori este realizată pentru a permite trecerea navelor dintr-o porțiune a traseului cu nivelul de apă mai ridicat în altă porțiune cu nivelul de apă mai scăzut și invers.
- ecran de etanșare - element al unei construcții hidrotehnice de retenție (dig, baraj), destinat să oprească trecerea apelor de infiltrație.
- ejecție - fenomen care constă în antrenarea unor curenți de fluid, care se mișcă cu o anumită viteză, de către alți curenți alăturați, care se mișcă cu viteză mai mare.
- electrodializă - metodă utilizată în epurarea apelor, care constă în separarea ionilor dintr-o soluție sub acțiunea unui curent electric.
- element hidrologic - fiecare din mărimile care caracterizează starea unui obiect acvatic: nivelul, debitul, aluviunile, temperatura etc.
- emisar:

- apă care colectează apele murdare provenite de la întreprinderi, așezări umane etc., vărsându-le apoi într-o apă mai mare;
- curs de apă permanent care drenează surplusul de apă dintr-un bazin lacustru.
- energie hidraulică - capacitatea unui sistem fizic (apa) de a efectua un lucru mecanic în trecerea dintr-o stare dată în altă stare (curgere).
- epilimnion - strat de apă de la suprafața lacurilor, cu temperatură foarte variabilă de la un sezon la altul, bine luminat și bogat în oxigen.
- épiu - construcție de regularizare a traseului cursurilor de apă și care constă din elemente grele (blocuri de piatră, de beton etc.) care formează diguri, dispuse în albie, perpendicular pe direcția de curgere și cu unul din capete încastrat în mal.
- epurare - acțiune constând în eliminarea factorilor nocivi din apele uzate.

- epurare secundară - epurarea apelor uzate printr-un proces biologic cu decantare secundară sau printr-un alt procedeu care permite respectarea condițiilor prevăzute în normele tehnice.

- etiaj:

- nivel de referință al unui curs de apă, stabilit pe baza nivelurilor minime anuale pe o perioadă îndelungată de observație și în raport cu care se măsoară cotele apelor;
- nivelul cel mai scăzut al apelor unui râu, lac.
- eufotic - (despre stratul de apă) cuprins între suprafață și limita la care pătrund razele luminoase.
- explorare hidrogeologică - ansamblul lucrărilor de teren efectuate prin foraje și uneori prin lucrări miniere, în vederea stabilirii caracteristicilor hidrogeologice de detaliu ale unuia sau mai multor straturi acvifere.
- evacuator de zai - instalație (de tipul unei prisme metalice) pusă oblic peste un canal de aducțiune, pentru a dirija în timpul iernii formațiunile de îngheț (zai, sloiuri, zăpadă etc.) pe un canal lateral secundar (numit canal de zai) spre râu.

## F
- fascină lestată - strat de nuiele (fascine) lestat cu piatră de râu, în vederea stabilizării albiei, folosit la întărirea terasamentelor, la construirea digurilor sau a drumurilor, în regiunile mlăștinoase sau pentru alte lucrări, în scopul evitării eroziunii.
- fântână - groapă cilindrică sau pătrată, adesea cu pereții pietruiți sau cu ghizduri împrejur, săpată în pământ până la nivelul unui strat de apă și care servește la alimentarea cu apă potabilă; sinonim: puț.
- fântână arteziană - fântână din care apa țâșnește (în sus), ca urmare a presiunii realizate prin mijloace artificiale, cu scop decorativ.
- filtru - dispozitiv, aparat sau instalație care separă, cu ajutorul unui material filtrant, un fluid de particulele solide aflate în suspensie în masa acestuia.
- filtru bacterian - vezi biofiltru.
- filtru invers - element al unei construcții hidrotehnice destinat să reducă presiunea care ar putea dfi exercitată de apele infiltrate asupra unui element masiv (plăci, zid de sprijin etc.).
- filtru presă - dispozitiv de filtrare prin care apa este extrasă din nămol, care este presat și eliminat.
- firul apei - linia de pe suprafața unui curs de apă care unește punctele de viteză superficială maximă din toate secțiunile transversale ale acestuia.
- fluiditate:

- proprietatea unui corp (de regulă fluid) de a curge;
- inversul coeficientului de viscozitate dinamică.

## G
- gabion - coș paralelipipedic sau cilindric, confecționat dintr-o împletitură, care se umple cu piatră, pietriș și care servește la executarea unor lucrări hidrotehnice.
- galerie de aducție - construcție hidrotehnică de forma unui tunel, necesară aducerii unui debit de apă de la un punct de captare la un punct de utilizare.
- galerie de captare - galerie destinată captării apelor subterane, prevăzută cu orificii prin care apa pătrunde în aceasta.
- galerie de deviere - galerie destinată devierii apelor , pentru a feri de inundație un anumit spațiu.
- gâldan - porțiune dintr-o apă curgătoare, în care apa curge lin și albia prezintă o adâncitură, de obicei spălată în stâncă.
- gârlă - depresiune alungită (și sinuoasă) aflată în lunca unei ape curgătoare și care, acoperită de apă, leagă de obicei un râu de lacurile sau de bălțile din jurul acestuia.
- ghizd - perete făcut din bârne, piatră, tuburi etc. cu care se căptușește o fântână pe dinăuntru sau se împrejmuiește.
- gospodărirea apelor - disciplină tehnică având ca obiect interinfluența dintre om și apele din natură.
- grătar - dispozitiv folosit pentru a împiedica pătrunderea corpurilor străine în instalațiile hidrotehnice.
- grind - pietriș care formează mici insule într-o apă curgătoare; sinonim: cocoașă.
- gură de apă - vezi hidrant.

## H
- haít:

- iaz artificial creat prin colectarea, cu ajutorul unui baraj, a apelor de munte;
- barajul cu care se deschide sau se închide acest iaz pentru a da drumul plutelor; prin extensie, unda de apă care duce plutele (sinonim: opritoare).
- hartă hidrologică - hartă pe care sunt reprezentate repartiția proprietăților fizice și chimice și condițiile de zăcământ ale apelor subterane.
- hidrant - dispozitiv de închidere și de deschidere a apei care permite montarea furtunelor la o conductă (sinonim: gură de apă).
- hidraulică - disciplină care are ca subiect studiul legilor de echilibru și de mișcare a lichidelor, precum și aplicarea acestor legi în practică.
- hidrocentrală - centrală electrică în care generatoarele sunt antrenate de turbine hidraulice.
- hidrofor - instalație mecanică pentru ridicarea apei din conducte la o anumită înălțime.
- hidrofug - (despre un material) care nu permite pătrunderea umidității sau a apei.
- hidrograd - unitate de măsură a nivelului apelor curgătoare, egală cu a zecea parte din amplitudinea maximă.
- hidrograf - grafic care indică variația nivelului sau debitului unui curs de apă la un post hidrometric pe o anumită perioadă de timp.
- hidrografie:

- disciplină care se ocupă cu studiul apelor de suprafață dintr-o regiune.
- rețeaua de văi și ape curgătoare care alimentează un lac, râu, fluviu, o mare.
- hidrogramă - grafic care indică variația nivelului sau debitului unui curs de apă într-o anumită unitate de timp.
- hidrocentru - regiune geografică bogată în ape și în energie hidraulică.
- hidroizobată - curbă care unește punctele de pe suprafața unui teren în dreptul cărora adâncimea nivelului hidrostatic este constantă între două adâncimi convenționale.
- hidroizodinamă - curbă reprezentînd grafic suprafața de depresiune creată într-un strat acvifer sub acțiunea și în timpul drenării acestuia.
- hidroizopieză - linie care unește punctele cu același nivel hidrostatic la stratele acvifere cu nivel ascendent;
- hidroizotermă - linie care unește punctele cu aceeași temperatură a apei din rocile acvifere respective.
- hidrologie - disciplină care studiază proprietățile fizice, chimice și mecanice ale apelor de la suprafața scoarței terestre.
- hidrometrie - disciplină care studiază metodele tehnice pentru determinarea debitului unui curs de apă sau al unei conducte.
- hidrometru:

- aparat pentru măsurarea densității și a vitezei de curgere a lichidelor;
- manometru metalic cu care se măsoară nivelul unui curs de apă.
- hidromorfologie - ramură a hidrologiei care studiază formele și geneza albiilor apelor curgătoare sau stătătoare.
- hidromorfometrie - ramură a hidrografiei care se ocupă cu determinarea mărimilor care caracterizează dimensiunile și forma albiilor apelor.

## I
- iaz:

- canal descoperit prin care o parte din debitul unei ape curgătoare este abătută de la cursul normal pentru a pune în mișcare o moară, un joagăr etc.;
- bazin de apă amenajat pentru piscicultură.
- iezătură - baraj de pământ construit de-a curmezișul unei văi pentru strângerea apei și formarea iazurilor.
- infiltrație - pătrundere a apei în sol, datorită forței gravitației, forțelor capilare și, uneori, presiunii hidrostatice.
- interfluviu -  regiune cuprinsă între două văi vecine.
- inundație - fenomen de creștere excesivă și necontrolată a nivelului apei în râuri, lacuri, mări, care duce la acoperirea temporară a terenurilor care, în mod normal, nu sunt sub apă.
- izotahă - linie care unește punctele unui curs de apă, unde aceasta arată aceeași viteză.
- izvor - locul unde iese la suprafață apa unei pânze freatice.
- izvor artezian - izvor care țâșnește (cu presiune) din pământ, în mod natural sau prin foraj, dintr-o pânză de apă sub presiune.

## Î
- înălțime de siguranță - partea de înălțime dată digurilor, canalelor etc. peste cota nivelului apei, pentru acoperirea aproximațiilor făcute la stabilirea nivelurilor de calcul sau la calculul înălțimii (adâncimii) lucrărilor.
- înălțime piezometrică - înălțimea pe care trebuie să o aibă o coloană de lichid în repaus astfel încât să exercite la baza sa o presiune dată.
- înnisipare - depuneri de nisip prin sedimentare în anumite compartimente ale unei construcții sau instalații, de exemplu în fundul unui puț de apă sau unui rezervor.

## J
- jet - curent de fluid de dimensiuni transversale finite și neghidat lateral de pereți solizi.
- jetelă - dig exterior de apărare contra acțiunii apelor și a curenților marini, legat la unul dintre capete cu uscatul.

## L
- lac colmatat - lac care a dispărut în urma depunerilor nisipurilor, malurilor și a dezvoltării vegetației.
- lac de acumulare - lac (artificial) situat în amonte de o hidrocentrală, care constituie rezerva de apă necesară producerii energiei.
- limnimetru - vezi miră hidrometrică.
- limnologie - ramură a hidrologiei care se ocupă cu studiul lacurilor (naturale și artificiale).
- lovitură de berbec - creștere a presiunii unui lichid într-o conductă forțată, produsă prin închiderea bruscă a vanei.
- lucrare de apărare - construcție executată în scopul împiedicării degradării unei construcții aflată sub acțiunea apelor; exemple: șanțuri de gardă, gabioane, piloți, anrocamente.
- lucrări hidrotehnice - construcții executate pe cursurile de apă pentru regularizarea debitelor, prevenirea inundațiilor, stăvilirea apelor în scopul creării lacurilor de acumulare sau inundării unor zone de teren, precum și pentru a împiedica acțiunea apelor în anumite zone.

## M
- mască - (la baraje) ecran de etanșare.
- metatanc - vezi: bazin de fermentare.
- miră hidrometrică - riglă gradată, fixată în albia unui râu sau în chiuveta unui lac, pentru citirea variației nivelului apei (sinonim: limnimetru).
- mol - dig de piatră, construit spre larg, la intrarea într-un bazin portuar, pentru a micșora acțiunea valurilor sau pentru a forma cheiuri suplimentare.

## N
- nișă - adâncitură amenajată în pereții unei ecluze pentru a adăposti canaturile porților când acestea sunt deschise.
- nivel de bază - locul de vărsare, la terminal, al unei ape curgătoare în mare, lac sau alt râu.
- nivel hidrostatic - limita superioară până la care se ridică, prin capilaritate în rocile poroase, apa unei pânze de apă subterană liberă.
- nod hidroenergetic - centru geografic pe a cărui suprafață sunt așezate o centrală hidroelectrică și construcțiile hidrotehnice aferente.

## O
- obârșie - porțiunea de început a unei văi, unde se formeaza apa care o străbate.
- ogaș - vâlcel cu un curs de apă nepermanent.
- opritoare - vezi hait.
- osmoză inversă - procedeu de purificare a apei, care utilizează o membrană parțial permeabilă pentru a separa ionii, moleculele nedorite și particulele mai mari din apa potabilă.

## P
- pală - aripă în formă de lamă, aproximativ perpendiculară pe suprafața laterală a rotorului unei turbine sau al unei pompe, prin intermediul căreia se transmite mișcarea fluidului la arborele mașinii sau invers.
- parapet - perete construit pe coama unui dig pentru apărare împotriva valurilor.
- parcan:

- îngrăditură de lemn pentru zăgăzuirea unei ape curgătoare;
- bârnă groasă folosită ca element de rezistență (la construirea digurilor, a podurilor etc.).
- percolare - curgerea lentă a apei în profunzime printr-un mediu granular permeabil.
- pod de gheață - strat continuu de gheață care acoperă în întregime suprafața unui râu sau a unui lac ca urmare a unei perioade îndelungate de temperatură scăzută a aerului.
- polder - teren inundabil în regim natural, recuperat prin lucrări de îndiguire și desecare.
- pompă centrifugă - aparat bazat pe efectul forței centrifuge și folosit la pomparea apei.
- post hidrometric - punct în care se efectuează observații și măsurători hidrologice.
- priză:

-  construcție hidrotehnică pentru captarea apei.
- dispozitiv prin care se extrage un fluid dintr-o conductă.
- punte - pod îngust (format adesea dintr-o scândură sau dintr-o bârnă) așezat peste un șanț, peste o râpă sau peste o apă curgătoare, care poate fi trecut numai cu piciorul
- puț - vezi fântână.
- puț absorbant - puț făcut în locuri impermeabile și necanalizate pentru a permite scurgerea apelor către un strat permeabil pentru a le absorbi.
- puț colector - puț în care se adună apele captate prin mai multe puțuri sau drenuri.

## R
- radier:

- căptușeală de beton, de bolovani sau de pavele, executată pe fundul albiei unei ape, între picioarele unui pod etc, pentru a împiedica eroziunea sau spălarea pământului de către apă și adâncirea albiei;
- canal prin care iese apa dintr-un baraj, construit pentru a regla debitul de apă necesar plutăritului;
- cantitate de beton sau de piatră așezată la baza unui tunel.
- rambleu - lucrare de terasamente pentru construirea unui dig, baraj, căi de comunicație sau canal; vezi și debleu.
- ramură - diviziune a unei ape curgătoare.
- redresor - dispozitiv care readuce în direcția inițială un curent de apă abătut de un obstacol oarecare.
- regularizare - modificarea albiei unei ape curgătoare pentru a avea un curs regulat (exemplu: regularizarea albiilor).
- renie - porțiune joasă și convexă din meandrul unei ape curgătoare, acoperită de nisipuri, aluviuni, vegetație.
- resurse de apă - totalitatea resurselor naturale de apă, utile în domenii ca: agricultură, industrie, uz casnic, agrement.
- rezervor - depresiune de teren amenajată spre a colecta apele de pe un anumit teritoriu, pentru a le folosi în scopuri tehnice (irigație, navigație, producere de forță etc.).
- rigolă - formă de eroziune în adâncime (până la 50 cm) a solului ca rezultat al acțiunii șuvoaielor de apă.
- rupere a barajului - tip catastrofal de cedare structurală⁠(d) a unui baraj, caracterizată prin eliberarea bruscă, rapidă și necontrolată a apei captate sau probabilitatea unei astfel de eliberări necontrolate.
- rupere de pantă - construcție (de beton, zidărie de piatră sau de lemn) între două porțiuni vecine ale unui canal, pentru evitarea eroziunilor.

## S
- salinometru - aparat de măsurare a salinității apei.
- saltea de beton - căptușeala de protecție a albiei unei ape curgătoare, constând din plăci de beton.
- schelă - loc situat pe malul unei ape curgătoare, unde pot acosta plutele.
- sifon - dispozitiv în formă de S, de U sau de P montat la punctul de legare dintre un obiect de instalație sanitară și o conductă de canalizare, cu scopul de a opri, prin formarea unui dop de apă, trecerea gazelor din canal în instalație.
- scară de pești - construcție hidrotehnică executată în porțiunea de separație a două zone, cu nivel diferit, ale unui curs natural de apă, pentru a face posibilă trecerea peștilor din zona aval în zona amonte.
- scoc - mic canal din lemn, construit pentru transportul prin platou al buștenilor.
- secțiunea muiată a albiei - partea secțiunii transversale a albiei unui râu, ocupată de apă.
- sistem hidrotehnic - ansamblu de lucrări hidrotehnice, repartizate pe un teritoriu delimitat, legate funcțional și necesare în gospodărirea apelor, alimentarea cu apă, canalizare, epurarea apei.
- sondă - instrument cu ajutorul căruia se efectuează diferite observații hidrometrice ca măsurarea adâncimii unei ape, recoltarea de probe de pe fundul apelor etc.
- sorb:

- vârtej de apă cu un ochi adânc la mijloc;
- loc unde apa unui râu dispare de la suprafață, curgând în continuare printr-un curs subteran;
- piesă metalică perforată sau prevăzută cu sită care se montează la capătul introdus în lichid al conductei de aspirație a unei pompe pentru a împiedica pătrunderea impurităților.
- stație de epurare - ansamblul de construcții și instalații destinat epurării apelor uzate prin metode mecanice, mecano-chimice, biologice.
- stație de pompare - ansamblu de pompe și alte dispozitive auxiliare, destinat să pună în mișcare apa dintr-un bazin, lac, râu etc. către consumatori (irigații, uz casnic, uz industrial).
- stăvilar - construcție hidrotehnică amplasată pe canale sau cursuri de apă având rolul de reglare a debitelor vitezelor și nivelurilor; vezi și baraj.
- strat acvifer - strat sau complex de straturi permeabile ale căror goluri sînt umplute cu apă provenită de la suprafața pământului, prin infiltrații, și care, în condiții favorabile, se utilizează ca sursă de apă potabilă sau industrială.
- subtraversare - construcție hidrotehnică ce asigură trecerea unui curs de apă, canal, conductă pe sub un dig, cale de comunicație etc.
- supraimpunere - fenomen prin care un râu, după ce s-a adâncit încet în roci friabile, continuă să se adâncească în roci mai dure, păstrându-și direcția inițială.

## Ș
- șanț - săpătură lungă și îngustă făcută în pământ (și folosită la scurgerea apei)

## T
- tahimetru - aparat folosit pentru măsurarea vitezei curentului cursurilor de apă.
- timp de umplere al unei acumulări - timpul necesar pentru umplerea lacului de acumulare de la nivelul cel mai scăzut până la nivelul maxim admisibil, considerând un debit afluent egal cu debitul mediu și centrala hidroelectrică oprită.
- torent noroios -  alunecare de teren în care un torent de noroi și grohotiș din munți curge rapid la vale, comparabil din punct de vedere fizic cu o suspensie foarte groasă.
- tub din fontă ductilă - țeavă realizată din fontă și utilizată în special la transportul de apă.
- turbiditate - concentrație de particule solide în suspensie în apa râurilor și lacurilor.
- turbină hidraulică - dispozitiv energetic pentru valorificarea energiei cinetice a apelor
- turbulență - vezi curgere turbulentă.

## U
- UNESCO-IHE - institut internațional bazat pe știința apei, care a fost creat în anul 2003 sub egida UNESCO.

## V
- vărsare -  locul unde se unesc două cursuri de apă, unul fiind mai mare ca volum; vezi și confluență.
- vârtej:

- porțiune din masa unui lichid în care acesta, datorită unui obstacol ivit în cale, are o mișcare de rotație; turbion, bulboană, vâltoare;
- rotire a apei (sau a spumei) sub formă de cercuri repetate, în locul unde se cufundă cineva sau ceva.
- viaduct - construcție de piatră, de beton sau de metal care susține o cale de comunicație terestră, traversând o vale la mare înălțime.
- viitură:

- creștere bruscă a nivelului apei dintr-un râu (care poate duce la revărsarea acestuia);
- mâl, bolovani, pietriș, crengi etc. aduse de apele curgătoare când se revarsă.
- volum - masă de apă debitată de o fântână, de un izvor, un râu, un fluviu.

## Z
- zăgaz - baraj de mică înălțime executat în mod rudimentar.
- zătón:

- zăgaz făcut spre a abate sau a opri apa din cursul ei;
- lac lung și îngust pe țărmul mării, despărțit de mare numai printr-o limbă îngustă de pământ.
- zăpor:

- acumulare de sloiuri de gheață care se formează primăvara într-un punct al unui râu, îndeosebi la coturi sau pe secțiuni de curgere mai înguste, datorită căreia se produc creșteri de nivel și inundații;
- baraj executat pentru a permite pornirea plutelor sau funcționarea morilor de apă; apa oprită la baraj.
- zid de sprijin - element de construcție cu grosime relativ mică în raport cu celelalte dimensiuni, folosit pentru protecția taluzurilor și malurilor împotriva eroziunii, alunecărilor și prăbușirilor.
- zona amenajării - tronsonul cursului de apă situat între coada lacului de acumulare și sfârșitul zonei de adâncire sau punctul de restituție.
- zonă de protecție - sector de râu, protejat împotriva oricăror deversări de substanțe poluante, deoarece în aval există prize de captare a apei cu scopul de a alimenta populația cu apă potabilă.